# Katyavala Bwila I
Katyavala Bwila I, ou simplesmente Katyavala I (Reino Lunda, c. 1680 - Reino Bailundo, c. 1720), foi o primeiro Soma Inene do Reino Bailundo, sendo portanto fundador do país Bailundo, a maior de todas as nações ovimbundo.
O seu nome é incerto, já que "Katyavala" pode significar "soberano" e "Bwila" como "povos que vão", sendo talvez um significado de "rei dos povos que vagavam", numa referência à sua política de união dos povos sem líder em torno de um rei centralizador.

## Biografia
Seu local de nascimento é incerto, por vezes dado como nascido no Reino de Cassange e outras vezes como no Reino Lunda; é certo, porém, que nasceu nas cercanias do ano de 1680, sendo membro de um dos clãs semi-nômades de caçadores e pastores imbangalas (ou jagas), que viviam migrando entre as terras desses reinos e os planaltos mais ao sul.
Na idade adulta era considerado o sucessor natural de seu pai na liderança do clã, quando, por divergências na condução de um ritual de sacrifício de animais, entrou em forte contenda com seu patriarca, fato que obrigou-o a fugir da região do Humbe, onde seu clã havia se assentado, primeiramente para o Cuanza Norte, depois para a região de Halavala.
Na região de Halavala torna-se, nas proximidades do ano de 1700, o idealizador da centralização política de cinco ombalas (cidades/aldeias) ovimbundas: Halã-Vala, Quiaca, Calique, Andulo e Vilé. Torna-se Soma Inene (rei), e assenta seu poder na ombala de Halã-Vala (atual cidade de Bailundo), fazendo dela sua capital. Estava assim formado o Reino Bailundo.
Sua visão unificadora dos povos do Planalto Central de Angola, numa tentativa de contrapor o avanço da influência do Império Colonial Português, o coloca como um dos grandes estadistas da história dos povos de Angola.
Faleceu nas cercanias do ano de 1720, sendo substituído por seu filho, Jahulu I. Foi enterrado no monte Halavala.

## Homenagens
O campus da Universidade Agostinho Neto de Benguela, quando foi elevado a universidade, ganhou o nome de Universidade Katyavala Bwila.